# 하늘고추
하늘고추는 재배종 고추이다. 꽃고추나 화초고추로도 불린다.

## 특징
한 나무에서 여러 가지 색의 열매가 달린다.
스코빌 지수가 30,000~50,000(SHU) 정도로, 매운 고추이다.

## 쓰임새
식용 및 관상용으로 쓰인다.
중국에서는 "차오톈자오(朝天椒→하늘바라기고추)"나 "우차이라자오(五彩辣椒→오색고추)"라 불리며, 쓰촨 요리에 자주 쓰인다.

## 사진 갤러리

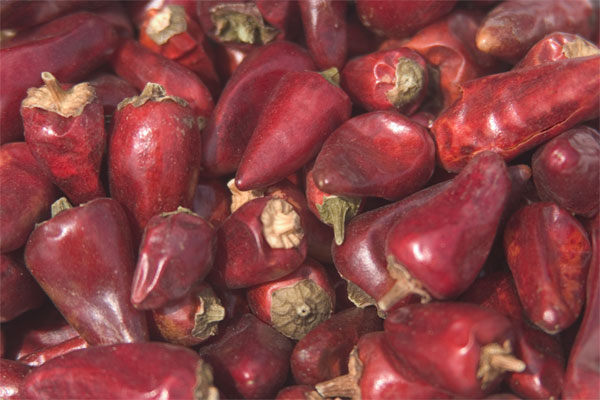
말린 하늘고추